# Тип 63
Тип 63 je кинески вишецевни бацач ракета уведен у употребу раних 1960тих. Готово је незаобилазан у ратним сукобима и један је од најкоришћенијих бацача ракета. Развијан је на приципу совјетског бацача БМ-14.

## Опис
Овај ВБР се састоји од 12 цијеви постављених у три низа по четириракете, намењен је за ватрену подршку јединицама на бојишту, извођењем снажних и изненадних ватрених удара по непријатељској живој сили и неоклопљеним борбеним средствима у подручјима прикупљања или ваздушног десанта. Може се користити и против других просторних и неутврђених циљева великих размера као што су позадинске базе, аеродроми, индустријска постројења, командних центара, центара везе, складишта и сл. Испаљује Тип 75 и Тип 81 серије ракета чији је домет 8km. Један рафал ракета се испали за маx. 9 секунди. Тип 63 bacač raketa se može montirati na terenska i oklopna vozila kao što su: Toyota Land Cruiser, Humvee, M113, GAZ-66 itd.

## Верзије

### Лиценцне верзије
- Судан - Така.
- Иран - Фајр-1 и Хасеб-1.
- Јужноафричка Република - РО 107.
- Северна Кореја - Тип 75.
- Турска - T-107.
- Египат - РЛ812/ТЛЦ.

### Оригиналне верзије
- Тип 63 - Оригинална верзија.
- Тип 81 - Једноцевна верзија постављена на троножац.[2]

## Корисници
- Авганистан
- Албанија
- Азербејџан
- БиХ
- Џибути
- Египат
- Ирак
- Иран
- Јордан
- Јужноафричка Република
- Камбоџа
- Кина
- Либија
- Мјанмар
- Никарагва
- Сирија
- Северна Кореја
- Судан
- Турска
- Вијетнам
- Зимбабве